# エアバリコン

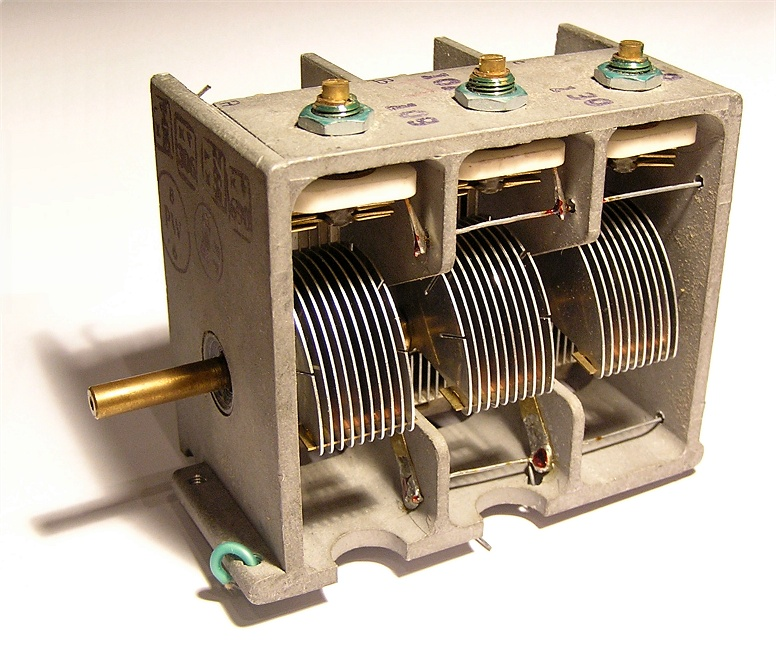
3連エアバリコン

エアバリコンとは、可変容量コンデンサの1つ。空気を電極の間に挟む絶縁体とした物で、電極と電極との間に隙間があるのが特徴である。
ラジオ等の受信機の同調回路用のものは製造中止済みで入手が困難であるためポリバリコンが主流であるが、趣味での電子工作においては好んでエアバリコンを使う人は多い。過去には特殊な電極の形をもち変化する周波数の直線性を保証したバリコンや、1枚のみのローターを組み込んだダイアルスプレッド用の回転軸を持つバリコンなど様々な工夫が凝らされた製品が存在した。
一方、送信機などの高周波同調回路用のものは、印加される電圧が高いために磁器（ステアタイト）を機械的保持部品として製作されたエアバリコンがいまだに使用されている。
ダイアル軸ではなくドライバなどで調整時に回転が可能となる半固定の調整用エアバリコンをエアトリマーと呼んでいる。

## 長所と短所
エアバリコンの長所と短所として、次のようなものが挙げられる。

### 長所
- 共振周波数の幅を広く取れる。
- 使用部品によって高い絶縁性が得られる。
- ローター（回転子）を故意に変形させることによって容量の可変特性が微調整可能である。
- 混線が起きにくい。
- ポリバリコンと比較して、機械強度に優れる。加えて、電荷が数倍取れるので受信部使用時には感度が良い。
- ポリバリコンと比較して、湿気に強い。

### 短所
- 大型で重く、持ち運びが大変である。
- 主に鉄が材料のため、量産しにくい。
- 電極の有効な動作角が最大でも180°しか得られないので、微調整が要求される用途ではギヤやプーリーによる減速機構が必要になる。
- 外部からの振動によって容量が変化してマイクロフォニック雑音と呼ばれる雑音が生じる場合がある。バリコンの本体をゴムなどの防振部品で機械的に浮かすなど対策が必要になる。
- プリロード管理のノウハウが伝承されていない。[独自研究?]